# CECR1
CECR1‏ (Adenosine deaminase 2) هوَ بروتين يُشَفر بواسطة جين CECR1 في الإنسان.